# 马振铎
马振铎（1928年—），男，蒙古族，内蒙古赤峰人，中华人民共和国政治人物，曾任内蒙古自治区人民政府副主席，内蒙古自治区政协副主席。